# لگو انتقام‌جویان مارول
لگو انتقام‌جویان مارول (انگلیسی: Lego Marvel's Avengers) یک بازی ویدئویی در سبک بازی اکشن-ماجراجویی و جهان باز است که توسط وارنر برادرز. اینتراکتیو انترتینمنت در سال ۲۰۱۶ در پلت‌فرم‌های مایکروسافت ویندوز، نینتندو ۳دی‌اس، پلی‌استیشن ۳، پلی‌استیشن ۴، پلی‌استیشن ویتا، وی یو، اکس‌باکس ۳۶۰، اکس‌باکس وان و مکینتاش منتشر شده‌است.

## داستان
بازی لگو انتقامجویان مارول دومین بازی از مجموعه لگو مارول است، که در سبک بازی اکشن-ماجراجویی و در قالب لگو ساخته شده‌است. نسخه قبلی این مجموعه لگو قهرمانان مارول نام داشت. البته باید ذکر کرد که داستان این بازی، ارتباطی با نسخه قبلی ندارد و کاملاً بر اساس فیلم‌های پرطرفدار انتقام‌جویان و انتقام‌جویان: عصر اولتران و با الهام از کاپیتان آمریکا: سرباز زمستان، ثور: دنیای تاریک، کاپیتان آمریکا: نخستین انتقام‌جو و مرد آهنی ۳ نوشته شده‌است و پیرامون دنیای مارول جریان دارد. شما حتی در روند بازی، شاهد دیالوگ‌هایی از این فیلم‌ها خواهید بود.
کاراکترهای بازی از مجموعه فیلم Avengers و شخصیت‌های کامیک بوک‌ها انتخاب شده‌اند.

## کاراکترها
در این بازی بیشتر از ۲۰۰ کاراکتر مارولی وجود دارد، کاراکترهایی هم هستند که در سری فیلم‌های انتقام جویان حضور نداشتند ولی بودن آنها شما را هیجان زده خواهد کرد.
| گردآورنده | امتیاز                                 |
| --------- | -------------------------------------- |
| متاکریتیک | (PS4) 71/100 (XONE) 71/100 (PC) 64/100 |

| ناشر                 | امتیاز  |
| -------------------- | ------- |
| دستراکتید            | 6/10    |
| گیم اینفورمر         | 7.75/10 |
| گیم‌اسپات             | 7/10    |
| آی‌جی‌ان               | 6.7/10  |
| پی‌سی گیمر (بریتانیا) | 52/100  |